# Nicolò Bazia
Nicolò Bazia, o Nicola Bazia (fl. XIV-XV secolo), è stato un vescovo cattolico italiano.

## Biografia
Assai scarse sono le notizie riguardanti il vescovo Nicolò Bazia. Si sa che entrò a far parte dei frati minori di San Francesco nel convento di Cassione, nella sua isola nativa, e che successivamente si trasferì a Roma, dove servì quale penitenziere apostolico.
È probabilmente per questo motivo, ossia la sua permanenza nell'urbe, che ricevette la nomina episcopale, il 15 febbraio 1391 da parte di papa Bonifacio IX, il quale lo destinò alla sede di Drivasto. Tuttavia, come riportato in diverse fonti, erroneamente il pontefice aveva creduto la sede Drivastense vacante per la morte del vescovo Atanasio, il quale invece reggeva ancora la diocesi nell'anno 1391.
Non è dato sapere se il vescovo Nicolò fece mai il suo ingresso canonico nella sede a lui assegnatagli; quel che è certo è che tre anni dopo, il 15 febbraio 1394, lo stesso Bonifacio IX lo nominò vescovo di Caorle, sede quest'ultima effettivamente rimasta vacante per la traslazione del vescovo Andrea Bon alla sede di Pedena. Fu tuttavia piuttosto assente dalla sua sede vescovile, tanto che nel 1412 il papa dell'obbedienza pisana, Giovanni XXIII, lo destituì dalla cattedra, nominando al suo posto il domenicano Antonio de Caturcio. Bisogna tuttavia notare che in questi anni l'isola di Caorle era sconvolta da una serie di incursioni legate principalmente alla Guerra di Chioggia tra Venezia e Genova, che portarono la città ad essere completamente disabitata.
Rimane del tutto ignoto come trascorse la sua vita fino alla morte.